# Little Susitna
La rivière Little Susitna est un cours d'eau d'Alaska, aux États-Unis situé dans le borough de Matanuska-Susitna.

## Description
Longue de 110 milles (177 km), elle prend sa source dans le glacier Mint, dans les montagnes Talkeetna et coule en direction du sud-ouest vers le golfe de Cook, à 13 milles (21 km) à l'ouest d'Anchorage.
Son nom local a été référencé en 1898.

## Sources
- (en) « Little Susitna », Geographic Names Information System